# Karen Fukuhara
Karen Fukuhara (Los Angeles, 10 de fevereiro de 1992) é uma atriz americana. Ela é conhecida principalmente por seu papel como Kimiko na aclamada série da Prime Video, The Boys, além de ser a Tatsu Yamashiro / Katana no filme de super-herói da DC de 2016, Esquadrão Suicida.

## Vida e carreira
Fukuhara nasceu em Los Angeles, Califórnia. Enquanto participava da UCLA, ela continuou a trabalhar em inúmeros shows na NHK no Japão, principalmente aqueles no Disney Channel como um membro da Movie Surfers. Ela também estava envolvida em um grupo cappella durante sua carreira universitária.
Em 2016, Fukuhara fez sua estréia na tela grande como Tatsu Yamashiro / Katana no filme de super-herói Esquadrão Suicida, que foi lançado em agosto de 2016. Embora ela tenha experiência anterior de artes marciais com um cinto marrom em karatê, Fukuhara treinou ao lado de seus colegas durante cerca de 2 meses de pré-produção, a fim de aprender a manejar uma espada corretamente.

## Filmografia
| Ano  | Título            | Papel                    | Notas |
| ---- | ----------------- | ------------------------ | ----- |
| 2016 | Esquadrão Suicida | Tatsu Yamashiro / Katana |       |
| 2022 | Trem-Bala         | TBA                      | [ 7 ] |

| Ano           | Título                             | Papel            | Notas            |
| ------------- | ---------------------------------- | ---------------- | ---------------- |
| 2018–presente | Craig of the Creek                 | Alexis (voz)     | Papel recorrente |
| 2018–2020     | She-Ra and the Princesses of Power | Glimmer (voz)    | Elenco principal |
| 2019–presente | The Boys                           | Kimiko / A Fêmea | Elenco principal |
| 2020–presente | Kipo and the Age of Wonderbeasts   | Kipo Oak (voz)   | Elenco principal |